# Johann Heinrich Christian Barby
Johann Heinrich Christian Barby (* 19. November 1765 in Ermsleben; † 25. März 1837 in Berlin) war ein deutscher Lehrer und Altphilologe.

## Leben
Johann Heinrich Christian Barby studierte an der Universität Halle bei Johann Salomo Semler.
Er wurde 1790 Mitglied des Seminars für gelehrte Schulen in Berlin und war in der Zeit von 1794 bis 1797 Oberlehrer am königlichen Pädagogium der Realschule Berlin. 1797 wurde er Professor am königlichen Friedrich-Wilhelms-Gymnasium in Berlin und ab 1808 war er als Professor für lateinische Sprache an der Militärakademie tätig.

## Mitgliedschaften
Barby war Mitglied in der zwischen 1790 und 1806 bestehenden Pädagogischen Gesellschaft mit Sitz am Berlinisch-Köllnischen Gymnasium zum Grauen Kloster.
Vor 1815 trat er der 1797 gegründeten Berliner Gesellschaft der Freunde der Humanität bei, zudem war er Mitglied im Schachclub von 1803, der ersten Vereinigung von Schachspielern in Deutschland mit einer Satzung.

## Schriften (Auswahl)
- Johann Gottfried Hoche; W. Fink; Johann Heinrich Christian Barby; I. P. Becker; C. F. Blümler; A. W. Feldman; I. Ch. Gerstmann; I. F. D. Hedinger; I. C. Lympius; C. G. Mehwald; A. B. C. Sponholz; E. A. Voigt; F. P. Weiland; C. E. Winkler; I. W. Winzer; Johann Salomo Semler; Friedrich Daniel Francke: Bey dem Grabe ihres verehrungswürdigen Lehrers D. Iohann Salomo Semler von den sämtlichen Mitgliedern des theologischen Seminarii. Francke, Halle, Saale 1791.
- Plutarchi Vitae parallelae Themistoclis et Camilli, Alexandri et Caesaris: ad optimas editiones expressae selectisque variorum notis illustratae in usum juvenum Graecae linguae studiosorum. Friedrich Vieweg sen., Berlin 1797.
- Römische Anthologie oder Sammlung einiger lateinischen Gedichte, die gewöhnlich nicht in den Schulen gelesen werden. Zum Gebrauch für Schulen. Felisch, Berlin 1797.
- Sophoclis Philoctetes. E Brunckiana potissimum recensione, cum commentario perpetuo J. H. C. Barby. Maurer, Berlin 1803.
- Encyklopädie und Methodologie des humanistischen Studiums oder der Philologie der Griechen und Römer. Maurer, Berlin 1805.
- Johann Heinrich Christian Barby; Richard-François-Philippe Brunck: Sophoclis Antigone. E Brunckiana potissimum recensione cum commentario perpetuo Jo. Henr. Christ. Barby, profess. Berol. Maurer, Berlin 1806.
- Richard-François-Philippe Brunck; Johann Heinrich Christian Barby: Sophoclis Oedipus Rex. Bibliopolio Scholae Real., Berlin 1807.
- Günther Carl Friedrich Seidel; Johann Heinrich Christian Barby: Des Publius Ovidius Naso Metamorphosen. Nauck, Berlin 1814.
- Aurelius Victor de viris illustribus urbis Romae. Zum Gebrauch für Schulen mit einem vollständigen Wörter- und Namen-Verzeichnisse versehen und herausgegeben. 1819.
- De consilio, quo C. Cornelius Tacitus librum illum de situ, moribus et populis Germaniae conscriptserit, et de fide ei tribuenda. G. Reimer, Berlin 1825.